# Craig McLachlan
Craig Dougal McLachlan (Sydney, 1 september 1965) is een Australisch acteur en zanger.
Hij speelt de rol van Kane Morgan in McLeod's Daughters en speelde ook in Sons & Daughters, deze serie was te zien van 1981 tot 1987. Verder speelde hij van 1987 tot 1989 in Neighbours als Henry Ramsey, de broer van Charlene, een rol van Kylie Minogue.
In Home and Away speelde hij de schoolleraar Grant Mitchell. Sommigen kennen hem ook als Ed in Bugs, te zien op tv van 1995-1999.

## Werk

### Albums
- 1990 "Craig McLachlan & Check 1-2" (als Craig McLachlan & Check 1-2)
- 1991 "Hands Free"
- 1992 "The Rocky Horror Show" (met Australian Cast)
- 1993 "Grease" (met Original London Cast)
- 1995 "The Culprits" (als Craig McLachlan & The Culprits)

### Singles
- 1989 "Rock The Rock" (als Craig McLachlan & Check 1-2)
- 1990 "Mona" (als Craig McLachlan & Check 1-2) (Alarmschijf)
- 1990 "Amanda" (als Craig McLachlan & Check 1-2)
- 1990 "I Almost Felt Like Crying" (als Craig McLachlan & Check 1-2)
- 1991 "On My Own"
- 1991 "One Reason Why"
- 1992 "I hear you knocking"
- 1992 "Time Warp" (met Australian Cast)
- 1993 "You're the One That I Want" (duet met Deborah Gibson)
- 1993 "Grease" (met de Original London Cast of Grease)
- 1995 "Hear The World Cry" (als Craig McLachlan & The Culprits)
- 1995 "If We Were Angels" / "Roxy" (als Craig McLachlan & The Culprits)
- 1995 "Everyday" (als Craig McLachlan & The Culprits)

- Biblioteca Nacional de España: XX1607148
- Gemeinsame Normdatei: 134773977
- International Standard Name Identifier: 0000 0001 1964 1690
- Library of Congress Control Number: no2006087671
- MusicBrainz: 5e0d4c25-28ea-4119-80fb-b5ef71545422
- Nederlandse Thesaurus van Auteursnamen: 067587089
- Virtual International Authority File: 103595963
- WorldCat: E39PBJyCKrqKfCXyPt68KrcQMP